# Pietro Aradori
Pietro Aradori  (Bréscia,Itália, 9 de dezembro de 1988) é um basquetebolista profissional italiano que atua pelo Virtus Segafredo Bologna.